# 奈良弁
奈良弁（ならべん）、大和弁（やまとべん）または大和言葉（やまとことば）は、奈良県（旧大和国）で話される日本語の方言で、近畿方言の一種である。本項では、奈良県北中部の方言を扱う。南部の方言は奥吉野方言を参照。

## 概要
奈良県北中部（特に奈良盆地）は古代の日本の中心地であり、また平安時代以降は、京・大坂と伊勢・高野などを結ぶ街道筋として栄えた。そのため京都・大阪の方言と高い共通性を持ち、特異な俚言や訛りも少なく、奈良盆地の住民の間では自負心とともに「大和ことばにさん打つな」や「大和ことばに訛りなし」という諺が伝えられてきた。一方、県南部の奥吉野は紀伊山地によって周囲との交通が隔絶されてきた地域であり、近畿地方にあって東京式アクセントを用いるなど、周辺部と大きく異なる方言が育まれた。ただし現在の奈良県北部では、マスコミの影響に加えて、大阪の通勤通学圏（大阪都市圏）と化し、交通網の発達で県民の往来が活発になっているため、方言が急速に変化している（関西共通語も参照）。

## 方言区画
奈良県の方言は、天辻峠・小南峠・伯母峰峠を境に、北中部の北部方言と奥吉野の南部方言（奥吉野方言）に大きく二分される。北部方言の範囲は、野迫川村・五條市（旧大塔村を除く）・黒滝村・川上村が南限であり、以下ではこの範囲を奈良弁として記述する。奈良弁は細かく見ると、北和・中和と南和、または「国中（くんなか）」と呼ばれる奈良盆地一帯と「東山中（ひがしさんちゅう）」と呼ばれる大和高原一帯（奈良市東部・山辺郡・宇陀市・宇陀郡）で違いがある。なお野迫川村は北部方言に分類されるが、補助動詞待遇を持たないなど南部的な要素もあり、南部方言に含める区画もある。以下は西宮一民による区画である。
- 奈良県北部方言
  - 北中和方言
    - 北和方言 - 生駒市・生駒郡・奈良市・大和郡山市・天理市・山辺郡
    - 中和方言 - 桜井市・磯城郡・大和高田市・橿原市・高市郡・御所市・北葛城郡・香芝市・葛城市

  - 南和方言
    - 宇陀方言 - 宇陀市・宇陀郡曽爾村
    - 北吉野方言 - 吉野郡大淀町・下市町・吉野町・東吉野村・宇陀郡御杖村
    - 内吉野方言 - 吉野郡西吉野村・黒滝村・川上村
    - 野迫川方言 - 吉野郡野迫川村

## 音声
総じて典型的な京阪式アクセントであるが、東山中には「たてる（建てる）」（国中では「たてる」）のようなアクセントがある。また五條市西吉野町西日裏はB型垂井式アクセントである。
全県にわたって、「座布団→だぶとん」「雑巾→どおきん」のようなザ行音→ダ行音の交替が極めて多い。中和地方では「襞→ひざ」「百足→むかぜ」のようなダ行音→ザ行音の交替も多い。また「…けど→…けろ」のようなザ・ダ行音とラ行音の混同が稀にある。
古音の残存としては、全県に合拗音クヮ・グヮ、生駒市・大和郡山市の一部・香芝市にシェ・ジェの発音があるが、クヮ・グヮは急速に消滅しつつある。
その他特殊なものとしては、奈良市旧都祁村・山添村で顕著なエとイの母音交替（例：豆→まみ、箒→ほおけ）、奈良市富雄・天理市における「猫→ねほ」「垣根→かひね」のようなカ行音とハ行音の交替、各地における円唇摩擦有声音などがある。

## 文法

### 活用など
動詞
全県で「ゆーて（言って）」「こーた（買った）」のようなア・ワ行ウ音便が起こるほか、黒滝村桂原には「とんだ／といんだ」（研いだ）のようなガ行撥音便がある。サ行イ音便は、一部の高齢層に「さいて（差して）」があるのみである。また南和地方ではナ変の「死ぬる」「いぬる（帰る）」が終止・連体形で残っている。
形容詞
「あこーなる（赤くなる）」「よーない（良くない）」のようなウ音便があり、「あこなる」のように短音化が起こる。

### 主な表現
断定
「や」を用いる。丁寧な断定には共通語の「です」と大阪的な「だす」を用いる。また「おわす」から転じたとされる「はす」があり、形容詞および助動詞「たい」「らしい」の連用形音便に付く。（例）えらいあつはんなあ（たいそう暑いですね）　行きたいらしはっさ（行きたいらしいですわ）
否定
強い打消に「-ん」を用いるほか、弱い打消として「-へん」、野迫川村では「-せん」を用いる。「-へん」は「-ひん」や「-いん」とも。「-ん」には「見いでも（見なくても）」「まだ行かずか（まだ行かないのか）」「書かんどくに（書かないままに）」などの表現がある。仮定形は「書かな」。過去形は「書かんだ」「書かへんだ」「書かなんだ」「書かへなんだ」であるが、昭和初期以降は「書かんかった」も用いる。また一段・サ変・カ変動詞の否定に「-やん」を用いることがある。
受身・可能・自発
五段・サ変では共通語と同じく「-れる」を用いるが、それ以外では「-られる」ではなく「-やれる」とする。（例）見える／見やれる／見れる／よう見る（いずれも共通語では「見ることができる」の意）
使役
五段・サ変に「-す」、それ以外に「-やす」を用いる。（例）食べやす（食べさせる）
打消推量・意志
「あこまい（駄目だろう）」などと言うが、高齢層以外では「あかんやろ／あかへんやろ」のように「-やろ」で代用する。
アスペクト
進行と結果の相の区別、すなわち進行形と完了形の区別については、「-ておる」または「-ている」の変形（降っとる、降ってる）で進行を、「-てある」の変形（降ったある、降ったる）で結果を表すが、奥吉野に比べて区別は曖昧である。
待遇
助動詞や補助動詞で複雑な待遇表現を表す。待遇表現は用法に微妙な地域差があり、同形であっても地域によって意味が異なることがある。以下、敬いの気持ちを込めて用いるものを敬、親しみを込めて用いるものを親、見下げの気持ちを込めて用いるものを卑とする。卑は男性が主に用いる。
助詞待遇：全県で広く多用される文末助詞として「なー」と「のー」があるが、奈良弁では「のー」を卑、「なー」を親とし、奥吉野とは敬卑が逆転する。また奥吉野に隣接する南和地方では、「なー」を敬、「ねや」または「にや」を親とする。
助動詞待遇 - 敬は奈良弁全域で「行かはる」であるが、親で用いることもある。「行きなはる／なある」もあるが、「行かはる」よりやや敬意が低い。古風な敬として、葛城市旧新庄町に「行かいす」、山添村に「行かんす」がある。親には「行きある」から派生した「行きゃる」と「行かる」があり、中和地方では前者を、北和地方では後者を用いる。卑には「行きおる」から転じた「行っきょる」と「行っこる」があり、南和地方では前者を、北和地方では後者を、中和地方では両方を用いる。
補助動詞待遇 - 助動詞待遇の「はる」「ある」「おる」を「-て」に付けたもの。敬・親の「-てはる」は「-てはる」そのままか「-たはる」となる。親の「-てある」は宇陀市・宇陀郡で「-てやる」（敬も兼ねる）、中和地方で「-ちゃる」、北和地方で「-てらる」となる。卑の「-ておる」は奈良弁全域で「-とる」となる。また吉野郡北部では敬と親を兼ねるものとして「-てたる」を用いる。
助詞
格助詞「が」「を」「と」や係助詞「は」が省略されやすく、引用の「と」は「という→ちゅ」と融合したり、「て」に置き換わったりする。
接続助詞では、逆接の「かて」（共通語の「ても」に相当）や「けど／けんど」（「けんど」は少ない）があるほか、原因・理由を表す順接は「さかい（に／ん／し）／さけ／さけえ／さけん／さきん／はかい（に）／はけ／はきん」や「よって（に／ん）／よっちん／やって（に／ん）／やっちん」「ので／んで／で」「し」など多数錯綜している。
係り結びの「こそあれ」が「こされ」の形で化石的に残っている。（例）親なりゃこされ心配すんねや（親なればこそ心配するのだ）
疑問・反語の終助詞には「か」「け（ー）」「こ（ー）」の3種類があり、地域によって待遇的な使い分けがある。国中では「け（ー）」を親、「か」を待遇を伴わずに用いるが、東山中と南和地方では「け（ー）」を敬とし、東山中では「こ（ー）」を卑とする。
「しか」や「だけ」に当たる副助詞には「しか／だけしか／だけよか」と「ほか／ほちゃ／はっちゃ／はか」の2系列がある。
北和・中和地方では間投助詞「み（ー）」を盛んに用いる。回想的内容を表す。
相手を誘う表現に「行こーよ」のように「よ（ー）」を用いる。

## 語彙
- 「おとろしい」を「煩わしい」「面倒臭い」という意味で用いる。（例）おとろしい仕事や（＝×恐ろしい仕事だ　○面倒臭い仕事だ）
- 「まわり」を「準備」という意味で用いる。（例）まわりしたけ?（＝準備したかい?）
- 接続詞「それで・・・」「そして・・・」を「ほんで・・・」と用いる。　（例）・・・やった。ほんで、・・・もやった。（＝・・・だった。そして（それで）・・・もだった。）
- 「ほうせき」を菓子などに用いる。　（例）ほうせきよばれた。（＝お菓子をもらった。）
- 「じべた」を「地面・土間」などに用いる。　（例）じべたに座る。（＝地面に座る）
- 「平たい」を「ぺちゃこい」と用いる。　（例）ぺちゃこいじべた（＝平らな地面）

## 例文
- 「こら、お前は何をしているのか」と言って尋ねたら、「バカを言え」と言いおったよ。[26]
  - 「こら、われなにしてんのど」ゆうてたんねたら、「あほぬかせ」ちゅおったわれ。
- あのねえ、あの子ったら、学校へ行っていたずらをしておったのさ、それでねえ、ひどいこと叱られおったんだって。[25]
  - あのみい、あのこちゅうたら、がっこいいて わるさ しとってんみい、ほんでんみい、ひどっこお おこられよってんてえ。
- 雨（が）降っているから、傘（を）差して行きなさいよ。[27]
  - あめえ ふってるさかい、かさ さして いきなはれよ。（奈良市）
  - あめ ふっとるさかい、かさ さして いきなあれよお。（宇陀郡）
  - あめ ふっとるさけ、かさ さして いけさ。（山辺郡）
  - あめえ ふっとるさかい、かさ さいて いきよ。（五條市）
  - あめ ふりよるよって、かさ さして いけよ。（野迫川村）
- そうだ、そうだ、そのほうがよいだろうな。[27]
  - そおや、そおや、そのほおが ええやろな。（奈良市）
  - せや、せや、そのほおが ええやろの。（宇陀郡）
  - せや、せや、そのほが ええやろのお。（山辺郡）
  - そや、そや、そのほおが ええやろにや。（五條市）
  - そおじゃ、そおじゃ、そのほおが ええじゃろおなあ。（野迫川村）
- 焼鳥（を）食って酒（を）飲んで半日遊んでしまったそうだ。[28]
  - やきとり くて さけ のんで はんにち あそんでしもたそおや。（奈良市）
  - やきとり くて さけ のんで ひんなか あすんでしもたそおや。（宇陀郡）
  - やきとり くて さけ のんで はんにち あすんでしもたげな。（山辺郡）
  - やきどり くて さけ のんで はんにち あそんでしもたそおな。（五條市）
  - やきどり くうて さけえ のんで ひなか あそんでしもたそおじゃ。（野迫川村）

## 奈良弁のみられる文学など
会話文などに奈良弁がみられる文学作品には、堀辰雄『浄瑠璃寺の春』、里見淳『若き日の旅』、住井すゑ『橋のない川』、上司小剣『木像』『鱧の皮』、高浜虚子『斑鳩物語』、宇野浩二『高天ケ原』、田村泰次郎『夢殿』などがある。
また天理教の三原典のうち『おふでさき』と『おさしづ』の文章には、江戸末期から明治中期にかけての国中の方言が一部にみられ、方言研究の上でも貴重な資料となっている。